# Fairfield (Kalifornie)
Fairfield je město nacházející se v okrese Solano County ve státě Kalifornie ve Spojených státech amerických. Fairfield je zároveň správním městem Solano County. Město se nachází v San Francisco Bay Area, konkrétně v její severní části. Na severovýchodě od města se nachází město Vacaville, směrem na jihozápad naopak leží město Vallejo. 
K roku 2020 zde žilo 119 881 obyvatel. S celkovou rozlohou 107 km² byla hustota zalidnění 1 100 obyvatel na km². Město bylo založeno roku 1856 Robertem Watermanem, když jej nazval shodně jako své rodné město Fairfield ve státě Connecticut. Ve městě se nachází centrála společnosti Jelly Belly a také Travisova letecká základna. Oblast, kde se dnes město nachází, byla v minulosti obývána původními obyvateli.